# Seznam ganskih filozofov
Seznam ganskih filozofov.

## A
- Anton Wilhelm Amo (1703 - 1756)
- Kwame Anthony Appiah (1954 -)

## D
- William Edward Burghardt Du Bois (1868 - 1963)

## N
- Kwame Nkrumah (1909 - 1972)

## W
- Kwasi Wiredu (1931 - 2022)